# Гидролиз
Гидро́лиз (от др.-греч. ὕδωρ «вода» + λύσις «разложение») — химическая реакция между веществом и водой, в результате которой происходит разложение этого вещества и воды с образованием новых соединений (сольволиз водой).

## Гидролиз солей
Гидролиз солей — разновидность реакций гидролиза, обусловленного протеканием реакций ионного обмена в растворах растворимых солей. Движущей силой процесса является взаимодействие ионов вещества с водой, приводящее к образованию слабого электролита в ионном или молекулярном виде.
Различают обратимый и необратимый гидролиз солей:
1. Гидролиз соли слабой кислоты и сильного основания (гидролиз по аниону). Раствор имеет слабощелочную среду, реакция протекает обратимо.
{\displaystyle {\mathsf {Na_{2}CO_{3}+H_{2}O\rightleftharpoons NaHCO_{3}+NaOH}}}
{\displaystyle {\mathsf {CO_{3}^{2-}+H_{2}O\rightleftharpoons HCO_{3}^{-}+OH^{-}}}}
Гидролиз по второй ступени протекает в ничтожной степени:
{\displaystyle {\mathsf {HCO_{3}^{-}+H_{2}O\rightleftharpoons H_{2}CO_{3}+OH^{-}}}}
2. Гидролиз соли сильной кислоты и слабого основания (гидролиз по катиону). Раствор имеет слабокислую среду, реакция протекает обратимо.
{\displaystyle {\mathsf {CuCl_{2}+H_{2}O\rightleftharpoons CuOHCl+HCl}}}
{\displaystyle {\mathsf {Cu^{2+}+H_{2}O\rightleftharpoons CuOH^{+}+H^{+}}}}
Гидролиз по второй ступени протекает в ничтожной степени:
{\displaystyle {\mathsf {CuOH^{+}+H_{2}O\rightleftharpoons Cu(OH)_{2}+H^{+}}}}
3. Гидролиз соли слабой кислоты и слабого основания. Равновесие смещено в сторону продуктов, гидролиз протекает практически полностью, так как оба продукта образуют осадок или газ:
{\displaystyle {\mathsf {Al_{2}S_{3}+6H_{2}O\rightarrow 2Al(OH)_{3}\downarrow +3H_{2}S\uparrow }}}
{\displaystyle {\mathsf {2Al^{3+}+3S^{2-}+6H_{2}O\rightarrow 2Al(OH)_{3}\downarrow +3H_{2}S\uparrow }}}

4. Соль сильной кислоты и сильного основания не подвергается гидролизу, и раствор нейтрален. В растворе протекает следующая реакция:
{\displaystyle {\ce {H^+ + OH^- = H_2 O}}}

## Количественная характеристика гидролиза

### Степень гидролиза
Под степенью гидролиза понимается отношение концентрации соли, подвергающейся гидролизу, к общему количеству концентрации растворенной соли. Обозначается как α или hгидр.
{\displaystyle \alpha =({\frac {c_{h}}{c}})*100\%}, где {\displaystyle c_{h}} — число молей гидролизованной соли, {\displaystyle c} — общее число молей растворённой соли.
Степень гидролиза зависит от температуры и концентраций веществ участвующих в гидролизе: степень гидролиза возрастает с увеличением температуры и разбавлением раствора (увеличением концентрации воды). 
Степень гидролиза соли тем выше, чем слабее кислота или основание, образующие соль.

### Константа гидролиза
Константа гидролиза — константа равновесия гидролитической реакции, равная отношению произведения равновесных концентраций продуктов к равновесной концентрации соли с учётом стехиометрических коэффициентов. По величине константы гидролиза можно судить о полноте гидролиза: чем больше её значение, тем в большей мере протекает гидролиз.
Для реакции гидролиза соли {\displaystyle MA} для которой протекает следующая реакция гидролиза:
{\displaystyle MA+H_{2}O\rightleftharpoons HA+MOH}, где  {\displaystyle HA} и {\displaystyle MOH} — соответственно, кислота и основание, образующиеся в ходе гидролиза.
Можно записать константу гидролиза, приняв, что концентрация воды постоянна:
{\displaystyle K_{h}={\frac {[HA][MOH]}{[MA]}}}

### Связь константы и степени гидролиза
Константа и степень гидролиза связаны соотношением:
{\displaystyle K_{h}=C*{\frac {h^{2}}{1-h}}}, где {\displaystyle C} – концентрация соли в растворе, {\displaystyle h} – степень гидролиза.
При малой степени гидролиза ({\displaystyle h<<1}), выражение упрощается:
{\displaystyle K_{h}=C*h^{2}}

### Связь константы гидролиза с другими константами равновесия
Константа гидролиза связана с ионным произведением воды и константами кислотности и основности следующим образом:
{\displaystyle K_{h}={\frac {K_{H_{2}O}}{K_{a}K_{b}}}}, где {\displaystyle K_{H_{2}O}}- ионное произведение воды (10−14), а {\displaystyle K_{a}} и {\displaystyle K_{b}} — константы кислотности и основности соответственно.

## Гидролиз органических веществ
Живые организмы осуществляют гидролиз различных органических веществ в ходе реакций катаболизма при участии ферментов. Например, в ходе гидролиза при участии пищеварительных ферментов белки расщепляются на аминокислоты. А жиры на глицерин и жирные кислоты, полисахариды (например, крахмал и целлюлоза) — на моносахариды (например, на глюкозу), нуклеиновые кислоты — на свободные нуклеотиды.
При гидролизе жиров в присутствии щёлочей получают мыло; гидролиз жиров в присутствии катализаторов применяется для получения глицерина и жирных кислот. Гидролизом древесины получают этанол, а продукты гидролиза торфа находят применение в производстве кормовых дрожжей, воска, удобрений и др.